# Septembre 1828

## Événements
- 22 septembre : mort de Shaka roi des Zoulou, assassiné par ses frères et remplacé par l’un d’eux, Dingaan (fin de règne en 1840).

- 29 septembre : prise de Varna par les armées russes.

## Naissances
- 9 septembre du calendrier grégorien ou 28 août du calendrier julien :
  - Léon Tolstoï, écrivain russe († 20 novembre 1910).
  - José María Químper (mort en 1902), avocat et homme politique péruvien
- 15 septembre : Alexandre Boutlerov (mort en 1886), chimiste russe.
- 22 septembre : Heinrich Agathon Bernstein (mort en 1865), naturaliste-voyageur hollandais.
- 27 septembre : Charles-Ernest Romagny, peintre français († 18 mars 1858).

## Décès
- 23 septembre : Richard Parkes Bonington, peintre britannique (° 25 octobre 1802).
- 25 septembre : Barnabé Brisson (né en 1777), ingénieur des ponts et chaussées et mathématicien français.